# Franz Michael Felder

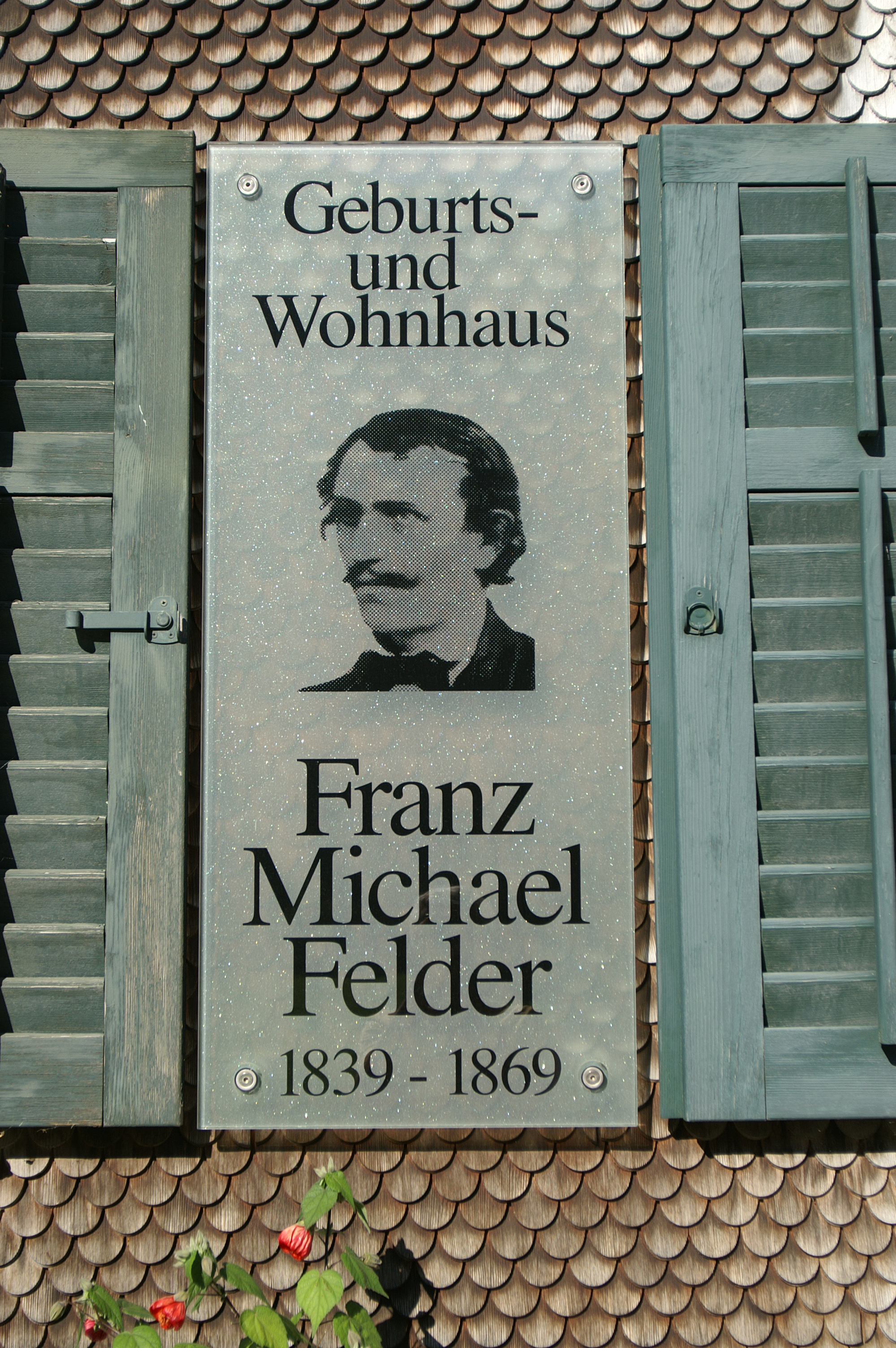
Minnestavla i hans födelseort

Franz Michael Felder, född 13 maj 1839 i Schoppernau i Bregenzerwald, död 26 april 1869 i Bregenz, var en österrikisk folklivsskildrare.
Felder skrev socialt hållna berättelser från sin hembygd. 1866 grundade han tillsammans med sin svåger ett "parti för jämställdhet" (inte för olika kön utan för olika sociala grupper).